# Synagoge (Cheb)

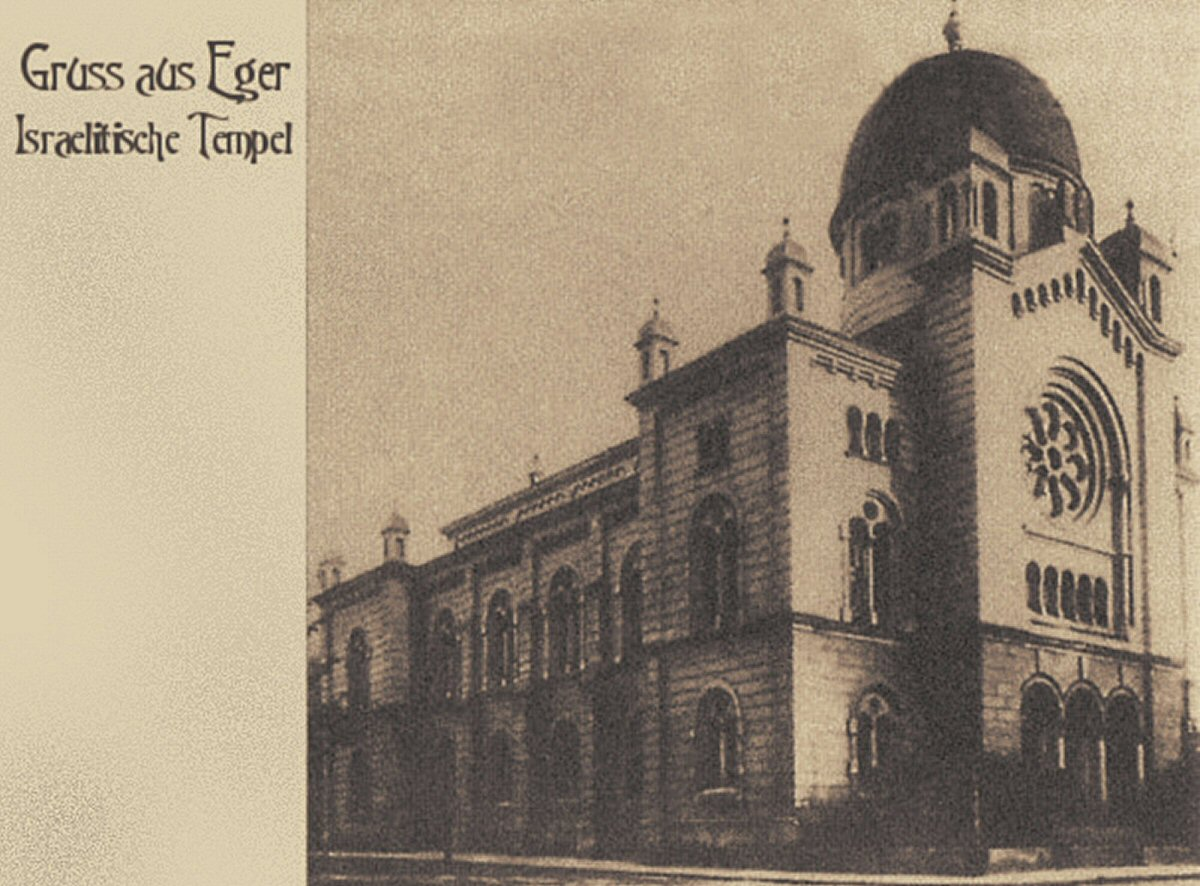
Die Synagoge in Eger auf einer Ansichtskarte

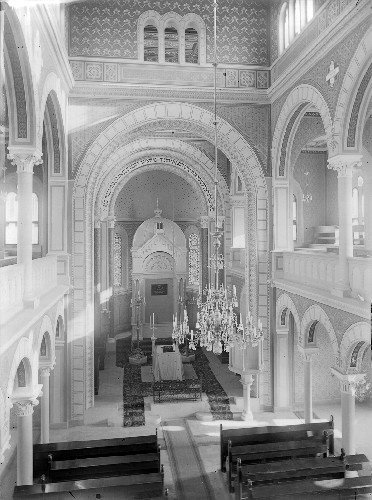
Innenansicht

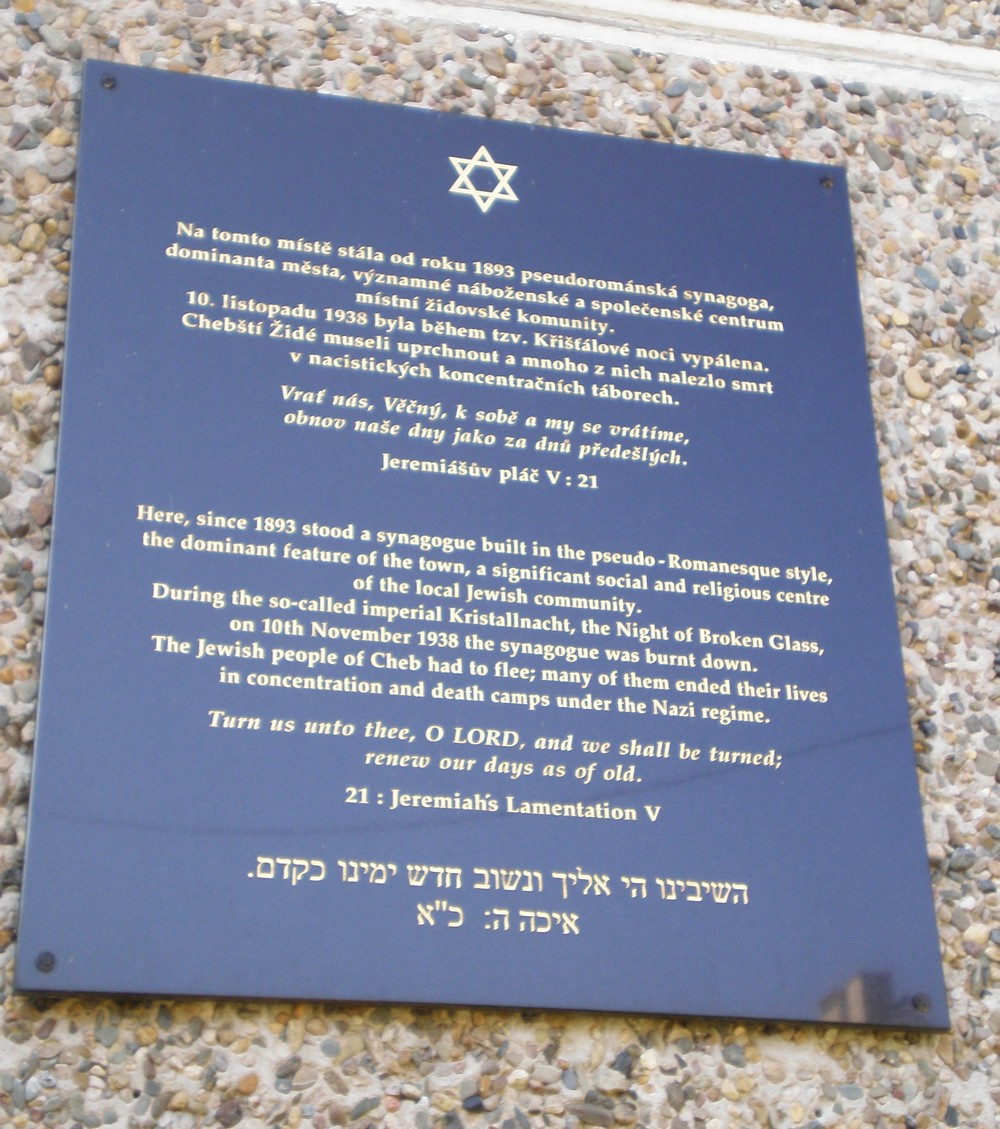
Gedenktafel

Die Synagoge in Cheb (deutsch Eger), einer tschechischen Stadt im Okres Cheb (Bezirk Eger), wurde 1892/93 erbaut und von den Nationalsozialisten 1938 zerstört. 
Eine jüdische Gemeinde bestand in Eger seit dem 14. Jahrhundert. Nach der Vertreibung der Juden aus der Stadt 1430 wurde die damalige hochgotische Synagoge in eine christliche Kirche umgewandelt. 
Ende des 19. Jahrhunderts wurde die Synagoge auf den Fundamenten eines Vorgängerbaus von 1869 errichtet. Der Bau des Architekten Leo Buchen im orientalisierenden Stil mit vergoldeter Kuppel war weithin sichtbar. 
An der Stelle der ehemaligen Synagoge steht heute eine Gedenktafel.